# San Giacomo karthauzi kolostor
A San Giacomo karthauzi kolostor (olaszul Certosa di San Giacomo) Capri egyik látványossága.

## Története
A templomot és a kolostort 1371-ben alapította Giacomo Arcucci gróf, I. Johanna nápolyi királynő titkára. A hűbérúr — a királynő szokásaihoz híven — hamarosan kegyvesztett lett, a szigetet elvették tőle. Ekkor a mindenéből kifosztott ember legnagyobbik fiával és örökösével visszavonult a kolostorba (1386) és itt is halt meg, ide temették (1397).  Az épület később sokat szenvedett a tengeri kalózoktól, a barátok hiába építették újjá több ízben. 1553-ban megerősítették és megépítették tornyát, amely azonban a 18. században leomlott. A szerzetesek és a sziget lakói között nem volt mindig felhőtlen a viszony. Az 1656-os pestisjárvány idején a szerzetesek bezárkóztak a kolostorba, a dühös lakosok pedig hullákat dobáltak át falain. A szerzetesek 1806-ban hagyták el a kolostort, amikor Joachim Murat nápolyi király betiltotta rendjüket. A 19. század második felében veterán katonák háza lett. Napjainkban múzeum. 1974 óta a káptalanházban kapott helyet a Karl Wilhelm Diefenbach Múzeum, más termeit pedig kulturális események számára használják. Az egykori kolostor épületében iskola is működik.

## Leírása
A templom egyetlen dísze az a trecento freskómaradvány, amely a kolostor alapítóját és a királynőt is ábrázolja. A kis kolostorudvar az 1400-as évekből való, folyosóinak oszlopai azonban régebbiek, óratornya pedig jóval későbbi. A nagy kolostorudvar már az 1500-as évekből való, s folyosóinak falai mögött épültek a karthauzi barátok házai, cellái, valamint a közös használatra szánt helyiségek. Maga a kolostor (Chiostro Grande) kései reneszánsz stílusú, míg a kis kolostorban (Chiostro Piccolo) római kori márvány oszlopok is láthatók.

## Külső hivatkozások
- Honlapja (olaszul)